# Grande Parade de Cayenne
La Grande Parade de Cayenne (aussi connu sous le nom de Grande Parade Nocturne de Cayenne), est un évènement important du Carnaval de Guyane, qui a lieu chaque année dans la ville capitale, Cayenne, en Guyane. Elle se déroule une semaine après la Grande Parade du Littoral de Kourou.
Cette une compétition annuelle, où s’affrontent des groupes carnavalesques de Guyane, mais aussi du Suriname, des Antilles françaises, du Brésil et de France métropolitaine. Les vainqueurs sont annoncés le lendemain.

## Historique
Cette manifestation fut créée dans les années 2000, ayant pour but de promouvoir le carnaval dans la ville capitale, Cayenne.

## Déroulement du défilé
Les groupes défilent sur une durée de 5h, retransmis en direct à la télévision sur la chaîne Guyane La Première.